# Търговско споразумение за борба с фалшифицирането
Търговското споразумение за борба с фалшифицирането (на английски: Anti-Counterfeiting Trade Agreement, абревиатура: АСТА, фонетично АКТА) е многостранно международно търговско споразумение за опазване на интелектуалната собственост в интернет и на пазара за информация и информационни технологии и стоки, основани на информационните технологии.
Държавите и държавните съюзи, подписали договора, се стремят чрез него да установят единни норми при борбата с пиратски копия на продукти и нарушения на авторско и сродните с него права, както за физически, така и за дигитални продукти или услуги.
АКТА дава възможност на носителите на права да изискат от интернет доставчиците да предоставят информация за своите потребители, за които се предполага, че погазват интелектуалната собственост. Тя трябва да бъде достатъчна, за да може да ги идентифицира.
Текстът съдържа множество формулировки, които се считат за спорни или недостатъчно прецизни; такива са например извличането на „непреки ползи“, отъждествяване на копие и „фалшификат“, отслабването на презумпцията за невинност и ред други. В много страни подобни несъобразности налагат ревизия на законодателството. Негативната обществена нагласа както и разногласия в ЕК довеждат до изпращането на споразумението в Съда на Европейския съюз за мнение относно допустимостта и тълкуването на текста. На 4 юли 2012 г. Европейският парламент категорично отхвърли споразумението, като гласовете против са 479, и само 38 го подкрепят, при 165 „въздържали се“.
АKТА влиза в действие след като споразумението бъде ратифицирано от 6 страни. В повечето случаи подписването на документа от изпълнителната власт означава, че тя приема да го превърне в своя законодателна инициатива, обаче само ратифициране от парламента би го реализирал в държавен ангажимент. Това важи за всяка отделна страна от ЕС, но за САЩ е достатъчен само подпис на президента, който ангажира страната му, докато трае неговият мандат.

## Позицията на България
На 15 декември 2011 година Европейският парламент с решение оторизира страните-членки да подпишат ACTA. България е сред 22-те страни-членки на ЕС, които подписват споразумението в японската столица Токио на 26 януари 2012 година. Споразумението е подписано от държавите от Европейския съюз (с изключение на Кипър, Естония, Словакия, Германия и Нидерландия), от Австралия, Канада, Япония, Република Корея, Мексико, Мароко, Нова Зеландия, Сингапур, Швейцария и САЩ. Споразумението е със сложна йерархическа система за контрол върху авторските права. На митниците ще се извършва пълен контрол върху преносима техника за файлове с авторско съдържание, както и предявяване на нови изисквания към доставчиците на интернет. България подписва споразумението без обществен дебат дали държавата трябва да се присъедини към АКТА. От българска страна подписа си слага посланикът в Токио Любомир Тодоров. Тайното присъединяване към проекта бързо предизвиква вълна от недоволство в страната. Мнозина се обявяват против клаузите на АКТА, за които се счита, че няма да ограничат пиратството, а ще доведат до цензура на българското интернет пространство. Политическите лидери на опозицията също се обявяват против документа и обвиняват българското правителство, че „продължава да подписва договори като селски кмет, без дебат, без консултации, често без да знае какви са последиците от това“.
Очакваше се ACTA да бъде ратифицирана от Европейският парламент през юни 2012. Докладчикът на Европейския парламент Кадер Ариф, отговорен за АСТА, напусна поста си след подписването му в знак на протест срещу „невижданите досега маневри“, използвани за прокарването на споразумението. След разногласия в Европейската комисия, документът е изпратен от нея в Европейския съд за мнение. Членове на Европейския Парламент са обсъждали формулировката на допълнително запитване, а междувременно се изясни, че те предварително са получили (октомври 2011) експертно мнение от Съда на ЕС, че АКТА не дава повече правни гаранции, отколкото вече отхвърлената проектодиректива за опазване на интелектуалните права (ИПРЕД2).
Министърът на икономиката и енергетиката Трайчо Трайков бе заявил, че ще бъде организирана кръгла маса в Народното събрание и едва тогава ще се вземе окончателно решение за ратификация. На 5 февруари Anonymous атакуваха сайта на българската организация за авторски права ПРОФОН, една от 13-те организации, подписали отворено писмо до правителството и парламента в подкрепа на ратифицирането на ACTA като на заглавната им страница е оставено съобщение на английски и клип на Великия диктатор на Чарли Чаплин.
В коментар към обзорна статия сайтът „Биволъ“ прави заключението, че ако „... ACTA бъде ратифициран и влезе в сила предстои невиждано мракобесие, маскирано зад политически коректния дискурс за спазване на копирайта...“.
След протестите на 11 февруари 2012 година министър Трайчо Трайков заяви, че България няма да ратифицира споразумението, ако Европейският парламент го отхвърли. На 15 февруари Министерският съвет взима решение, че „спира“ процедурата по сключване на ACTA. Обясненията на премиера Борисов внушават, че Министерският съвет взима това решение под натиска на гражданите, излезли на площадите в страната на 11 февруари.
На 9 март 2012 изненадващо по време на парламентарен контрол министър-председателят казва, че ще бъде внесен ратификационен закон за споразумението АСТА, като ще има политическо решение парламентарната група на ГЕРБ да гласува против ратификацията.

## Оттеглили се страни
На 3 февруари, след масови протести в Полша, премиерът Доналд Туск заявява че ще замрази плановете за ратифициране на спорното международно търговско споразумение. Анкета проведена на 27 януари по Millward Brown SMG / KRC показва, че 64% от поляците са против подписване на съглашение, според 60% договорът не може да постигне главната си цел, а 50% считат, че той ограничава гражданските свободи. Протестиращите през този ден в страната са десетки хиляди. На 17 февруари Туск обявява, че страната се отказва окончателно от ACTA и призова лидерите на Европейската народна партия в Европейския парламент да отхвърлят ACTA. В писмо до тях той подчертава, че „ACTA е опит да се спазват авторските права, но този опит ще има прекалено висока цена за свободата, което не е в унисон с 21век“.
На 6 февруари чешкият министър-председател Петър Нечас временно спира ратификацията на спорното споразумение. По-рано, в понеделник, хакери открадват данни за 27 000 членове на управляващата Гражданска демократическа партия, в протест срещу споразумението. Подробен списък, с телефони и частни адреси на висши политици е разпространен сред редакциите на медиите.
На 7 февруари словашкият министър на икономиката Юрай Мишков обявява, че страната му е преустановила подготвителните работи по приемането на споразумението. Словакия не подписа ACTA през януари, но подготвяше приемането на споразумението.
Германия официално се очаква да подпише споразумението след дискусии с политици и общественици. Новата политическа Пиратска партия в страната заплаши, че ще изведе привържениците си на улицата, ако правителството се присъедини към споразумението. В навечерието на протестите в цяла Европа Германия обяви, че се отказва от споразумението.
Фрапиращо е изявлението на министър-председателя на Румъния в оставка Емил Бок, който заяви, че няма представа защо Румъния е подписала търговското споразумение ACTA. Изявлението е направено в навечерието на неговата оставка „в отговор на нарастващия натиск на гражданското общество и множеството въпроси защо антипиратското споразумение не е било подложено на публичен дебат, преди да бъде подписано от името на избирателите“.
На 9 февруари латвийският министър на икономиката Даниелс Павлуц временно спира ратификацията на спорното споразумение.
В САЩ над 35 000 души подписаха петиция за спирането на ACTA, въпреки че споразумението вече е прието от правителството.
Литва замрази ратифицирането на споразумението на 15 февруари, а Словения го отхвърли на 17 февруари. Същият ден съдът на ЕС отхвърли филтрирането на социалните мрежи за блокиране на пиратски видео и аудио файлове.
На 31 май холандското правителство решително отхвърля ACTA, определяйки го като заплаха за личното пространство на потребителите и интернет свободата.

## Протести и критика срещу АКТА
Още с подписването от 22 членки на ЕС започват протестите срещу АКТА, която е държана преди това в тайна от обществеността. Най-многобройни и отразени в медиите са протестите в Полша, в деня на подписването, като по-късно към Полша постепенно се присъединяват в протестите и други европейски страни, като на 11 февруари се организира общ масов европейски протест в над 200 града, в който участва и България, като многохиляден протест има в София, а протести са проведени и в още 18 града в страната.
Гражданският протест в Европа намира известна подкрепа и от членове на самата Европейска комисия, както личи от позицията на комисаря по Правосъдие, основни права и гражданство Вивиан Рединг.
Сдружението на независимите интернет доставчици в България акцентира върху потъпкването на гражданските и човешките права. Споразумението „изключва конституционната презумпция за невинност и създава предпоставки за произвол на прилагането си“. Споразумението не обслужва интересите на авторите, а на правоносителите в лицето на големите световни корпорации. Застрашено е цялостното развитие на високите технологии и споделената интелигентност в интернет поради домогването на цял конгломерат от корпорации да поставят информационния обмен под техен контрол и зависимост.
Дейвид Мартин, новият докладчик за Акта, решително препоръчва споразумението да не се приема, защото иначе Европейският Парламент не би могъл по-нататък да гарантира адекватната защита на гражданите, поради неяснотата на текста и оставащите несигурности в негови тълкувания.
Дори и при сегашната международна правна система преди приемането на ACTA се срещат фрапиращи случаи на законодателно самоуправство.
- Протест във Варшава на 26 януари 2012 г.
- Протест в Стокхолм на 4 февруари 2012 г.
- Протест срещу ACTA в Берлин на 11 февруари 2012 г.